# Hortativ
Hortativ, kommer av latinets hortativus och betyder uppmanande.. I latinsk grammatik används begreppet hortativ konjunktiv om en konjunktiv som har en uppmanande funktion. Svenska verbformer som "sjungom", som betyder "låt oss sjunga", har ibland kallats för hortativ, men det ligger närmare till hands att kalla dem för imperativ.